# Loxoribin
Loxoribin ist eine chemische Verbindung aus der Gruppe der Guanosin-Nukleoside, die Toll-like-Rezeptoren vom Typ 7 (TLR 7) aktiviert.

## Eigenschaften
Loxoribin ist ein Agonist des TLR 7 und aktiviert die angeborene Immunantwort. In Folge wird vermehrt IFN-alpha/beta, IFN-gamma, TNF-alpha, TNF-beta, IL-1, IL-6 und die 40 kDa-Kette von IL-12 gebildet. Loxoribin induziert die Reifung von Monozyten-abgeleiteten dendritischen Zellen. Alternative Agonisten des TLR 7 sind Imiquimod, Resiquimod und Bropirimin.